# Christodore
Christodore (Χριστόδωρος) de Coptos en Égypte, est un poète copte antique épique. Il s'est fait connaître pendant le règne de l'empereur byzantin Anastase Ier (491-518).

## Biographie
« Le poète épique Christodore, originaire de Coptos en Thébaïde (Égypte), a vécu sous le règne d'Anastase Ier (491-518 ap. J.-C.). » Selon la Souda, c'est un poète épique. Il est l'auteur de Patria (Πάτρια), qui raconte la fondation, l'histoire et l'antiquité de plusieurs villes, de Lydiaka (Λυδιακά), une histoire de la mythique région de Lydie, d’Isaurica (Ἰσαυρικά), qui célèbre la victoire  d'Anastase Ier lors de la guerre d'Isaurie (492-497), de trois livres d'épigrammes et de plusieurs autres ouvrages.
En plus de deux épigrammes (Anthologie Palatine, vol. vii, p. 697-698), la description de 80 statues de dieux, de héros et de personnalités de son époque ayant fréquenté le gymnase de Zeuxippe à Constantinople (Ἔκφρασις τῶν ἀγαλμάτων τῶν εἰς τὸ δημόσιον γυμνάσιον τὸ ἐπικαλουμένον τοῦ Ζευξίππου). Ce texte, long de 416 hexamètres, forme le second livre de l’Anthologie Palatine. Pour la structure de ses poèmes en hexamètres, Christodorus s'inspire largement d'Homère et de Nonnos de Panopolis.
La véracité des comptes rendus de Christodore est disputée. Pour certains, ses écrits sont très importants en ce qui concerne l'histoire de l'art et sont un modèle de description. Pour d'autres, ses écrits sont sans valeur, que ce soit selon une perspective historique, mythologique ou archéologique,,,.